# سیاست استرالیای سفید

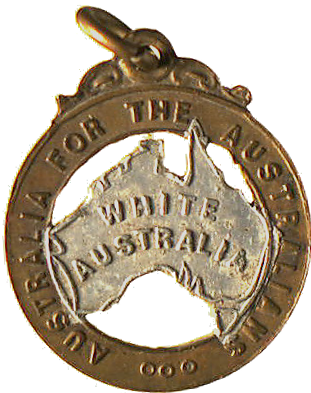
انجمن بومیان استرالیا، متشکل از سفیدپوستان متولد استرالیا، این نشان را در سال ۱۹۱۱ تولید کرد. نخست‌وزیر ادموند بارتون عضو انجمن بود. این نشان استفاده از شعار استرالیای سفید در آن زمان را نشان می‌دهد.

سیاست استرالیای سفید (انگلیسی: White Australia policy) اصطلاحی است حاوی مجموعه ای از سیاست‌های تاریخی نژادی تاریخی که با هدف منع مهاجرت به استرالیا توسط افراد از نژاد غیر اروپایی، به ویژه مردمان آسیایی و مردم جزایر پاسیفیک است که از سال ۱۹۰۱ شروع شد و در اواخر دهه ۶۰ میلادی لغو شد.